# Louis Finson

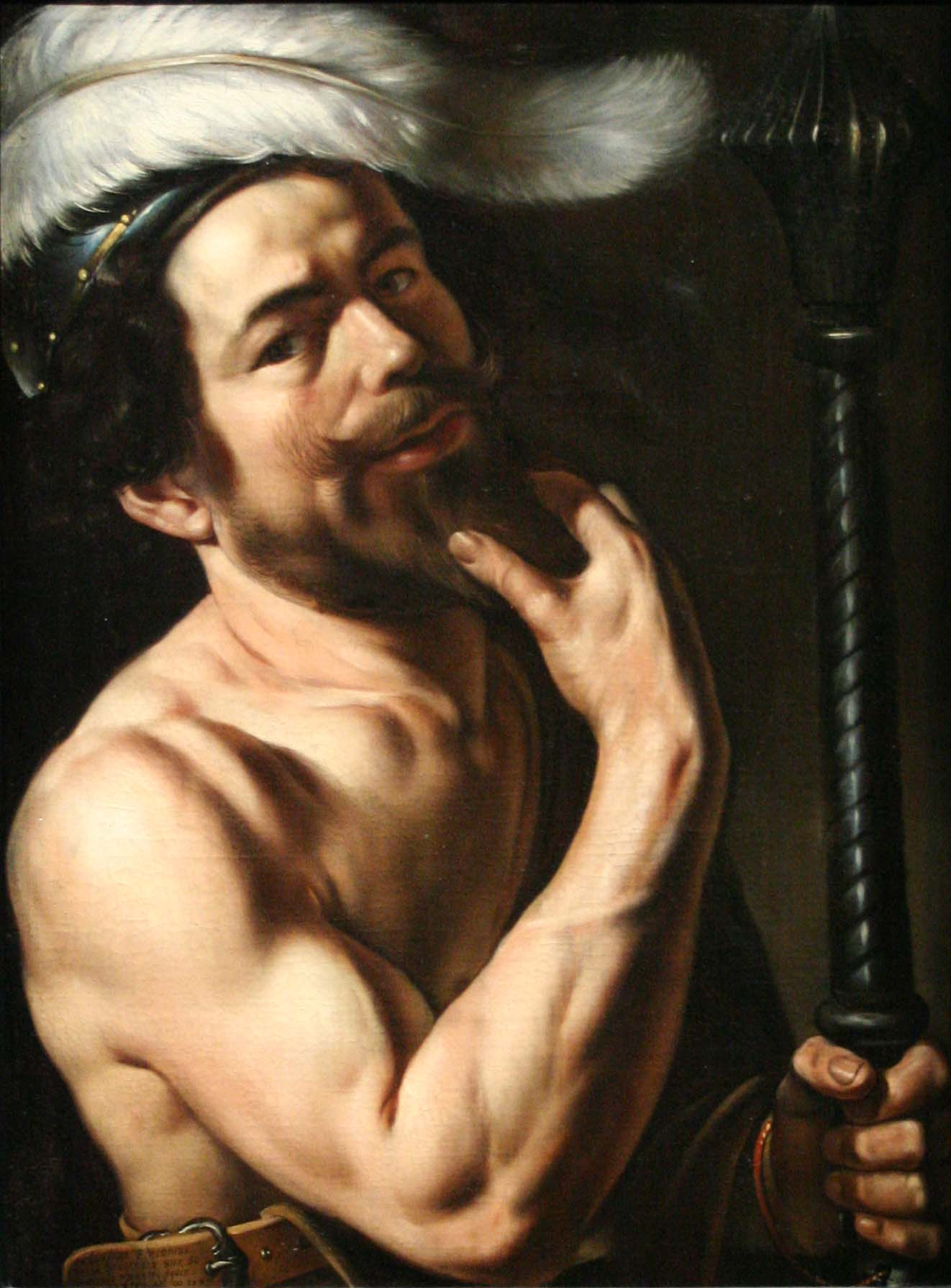
Selbstbildnis, 1613

Louis Finson, Lodewijk Finson oder Ludovicus Finsonius (* zwischen 1574 und 1580 in Brügge – 1617 in Amsterdam) war ein flämischer Maler, Zeichner, Kopist und Kunsthändler. Er malte Porträts, religiöse Kompositionen, allegorische Bilder und Genreszenen. Früh in seiner Karriere zog er nach Italien und war einer der ersten flämischen Anhänger Caravaggios, den er in Neapel persönlich kannte. Er fertigte eine Reihe von Kopien nach Werken von Caravaggio an. Er arbeitete einige Jahre in verschiedenen Städten Frankreichs, wo er Altarbilder und Porträts schuf.
Es ist bekannt, dass er zusammen mit seinem flämischen Malerkollegen und Geschäftspartner Abraham Vinck Miteigentümer zweier Gemälde von Caravaggio war. Louis Finson spielte als Maler und Kunsthändler eine wichtige Rolle in der nördlichen Caravaggio-Bewegung.

## Leben
Finson wurde in Brügge als Sohn von Jacob Finson und Maycken Bart geboren. Sein Vater war ein Maler und ehemaliger Schüler in Brügge von Ambrosius Benson, einem in Brügge tätigen italienischen Maler der Niederländische Renaissance, und von Rogier de Paeuw. Jacob Finson ist ursprünglich als Tuchmaler (cleerscryver) oder Hausmaler (huusscruyver) dokumentiert, ein Handwerker, der Textilien und Tapeten, aber auch Statuen bemalte. Später wurde er als regulärer Maler registriert. Er hatte mehrere Funktionen in der Brügger Lukasgilde inne und wurde im Gildejahr 1583–1584 deren Dekan. Louis Finson hatte zwei oder drei ältere Brüder und eine Schwester und war wahrscheinlich das jüngste Kind der Familie.

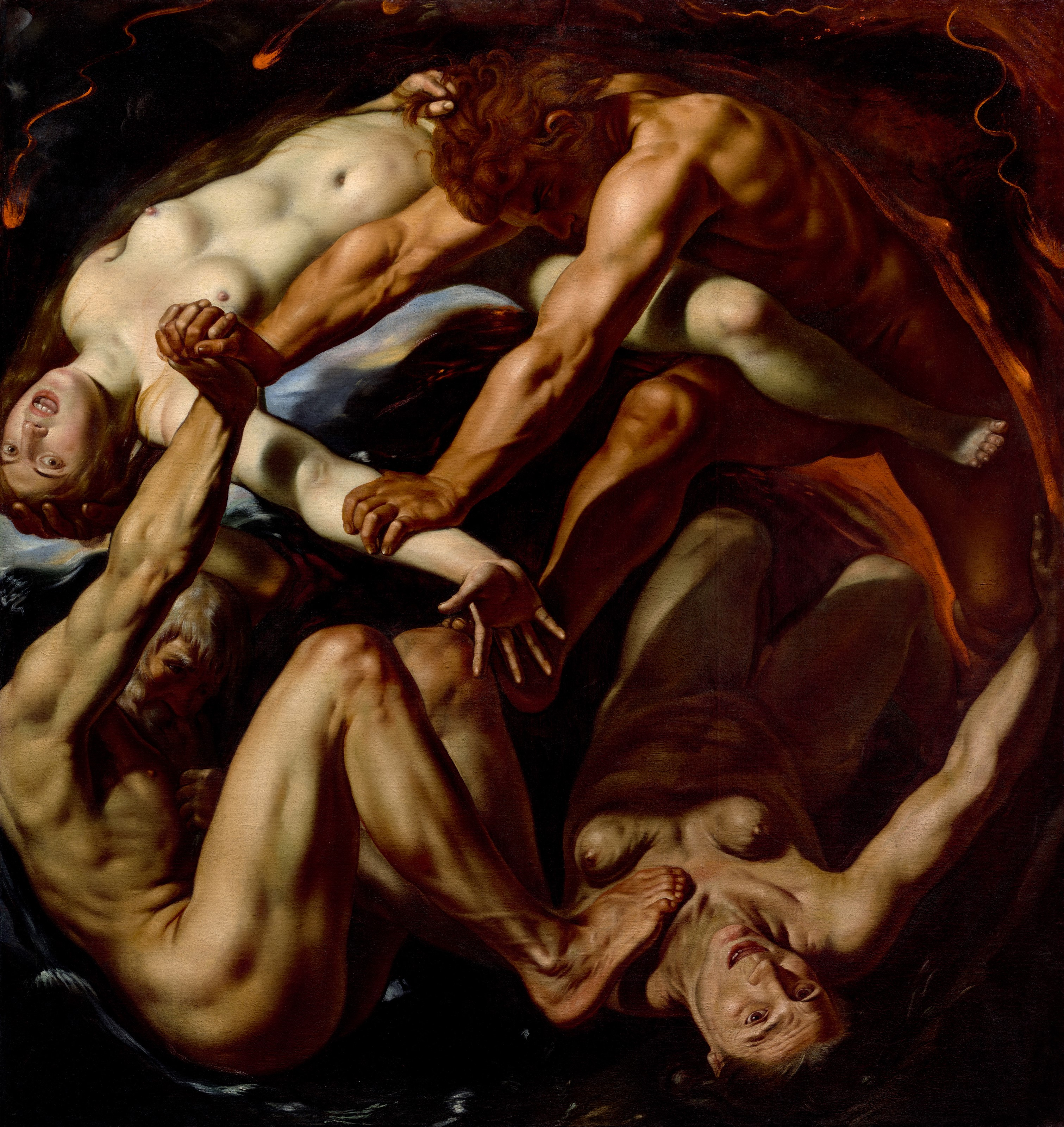
Allegorie der vier Elemente, 1611

Nach dem Tod von Maycken Bart im Jahr 1580 heiratete sein Vater Jozyne vande Voorde. In der zweiten Hälfte des 16. Jahrhunderts durchlebten die Spanische Niederlande eine Zeit heftiger religiöser Auseinandersetzungen, die einen hohen Tribut an die Zivilbevölkerung forderten. Dies veranlasste wahrscheinlich die Familie Finson, Brügge 1585 zu verlassen und sich in der Stadt Veere auf der Insel Walcheren in der Provinz Zeeland niederzulassen. Veere war zu dieser Zeit ein wichtiger Handels- und Militärhafen der Republik der Sieben Vereinigten Provinzen. Jacob Finson blieb bis zu seinem Tod im April 1608 in Veere. Sein Sohn Arnoud war als Maler in Veere registriert und starb dort vor 1617.
Es gibt keine Aufzeichnungen über die Bewegungen von Louis Finson zwischen 1585 und 1604. Wahrscheinlich zog er mit dem Rest der Familie im Jahr 1585 nach Veere. Zu dieser Zeit war Louis noch jung und er blieb wahrscheinlich bis in die späten 1590er Jahre bei seiner Familie. Finson erhielt seine erste künstlerische Ausbildung wahrscheinlich von seinem Vater. Es ist möglich, dass er seine Studien in einer anderen Stadt der Republik der Sieben Vereinigten Provinzen, wie Amsterdam, fortsetzte.

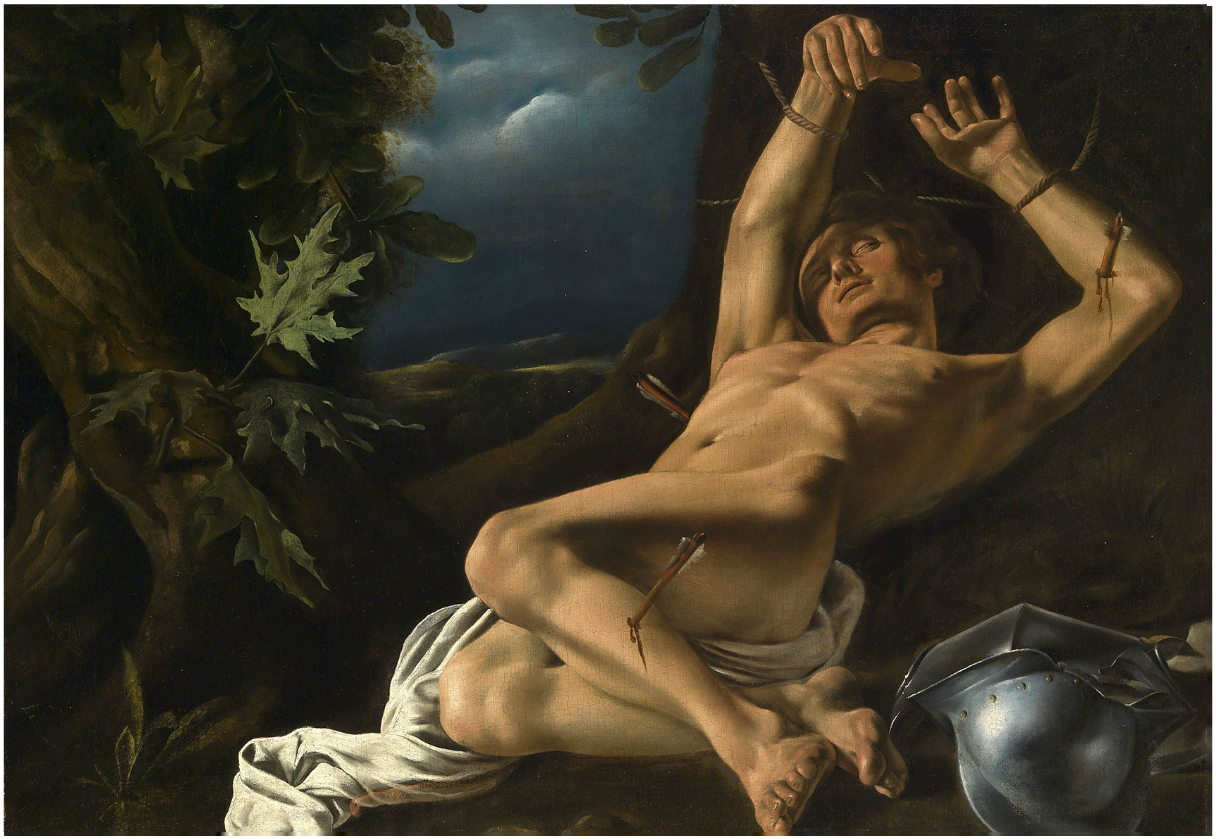
Sankt Sebastian

Er reiste nach Italien, wo er im März 1605 in Neapel erstmals mit einer Zahlung für ein Gemälde in Erscheinung trat. Zu seinen ersten Aufträgen gehörten Porträts. In Neapel befreundete er sich mit dem flämischen Maler und Kunsthändler Abraham Vinck, mit dem er eine Zeit lang ein Atelier und auch eine Wohnung teilte. Vinck hatte sich seit etwa 1598 in Neapel aufgehalten und verließ die Stadt um 1609 in Richtung Amsterdam.  Seine Beziehung zu Vinck ermöglichte es Finson wahrscheinlich, schnell Mäzene in der Stadt zu finden. Die beiden Künstler waren auch Geschäftspartner, die einen Kunsthandel und ein Kopiergeschäft betrieben.
Es ist wahrscheinlich, dass Finson und Vinck Caravaggio Zuflucht boten, als er in Neapel ankam, nachdem er aus Rom geflohen war, nachdem er einen rivalisierenden Maler in einer Schlägerei getötet hatte. Möglicherweise verschafften sie ihm einen Platz zum Arbeiten und brachten ihn mit Mäzenen in Neapel zusammen. Finson erhielt Aufträge in Neapel. Am 24. August 1612 erhielt Finson eine Abschlusszahlung für eine Verkündigung, die für die Kirche des Heiligen Thomas von Aquino in Neapel (heute im Museo di Capodimonte) angefertigt wurde. Es ist bis heute Finsons einziger erhaltener Auftrag für ein Altarbild aus der Zeit seines Aufenthalts in Neapel. Möglicherweise war er mit seinen Gemälden in Neapel nicht sehr erfolgreich. Dies könnte einer der Gründe sein, warum er sich entschloss, die Stadt zu verlassen.

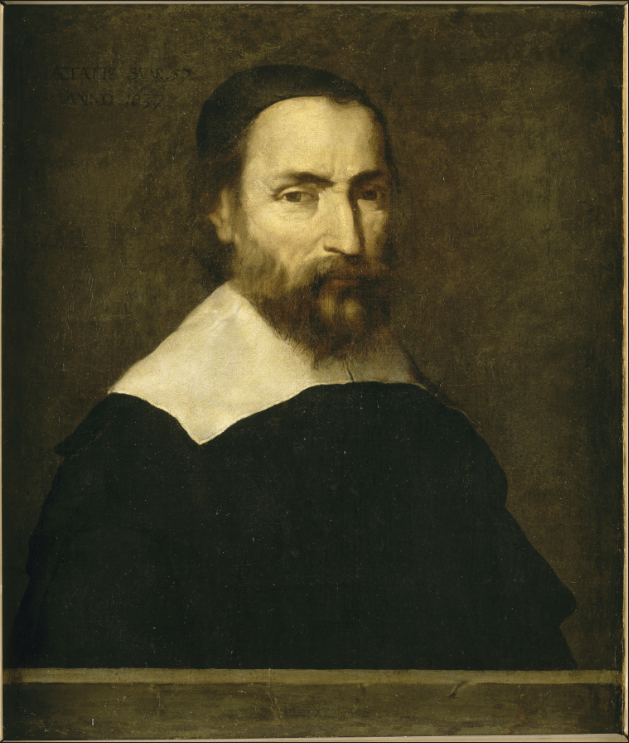
Nicolas-Claude Fabri de Peyresc von Finson

Finson hielt sich erstmals 1613 für kurze Zeit in Rom auf.  Er verließ Italien um 1613 und reiste möglicherweise über Spanien weiter. Spätestens am 27. Februar 1613 kam er in Frankreich an, als er in Marseille aufgenommen wurde.  Er wurde von dem Maler Martin Hermann Faber begleitet, der möglicherweise sein Schüler war. Finson und Faber malten um diese Zeit jeweils ein Selbstporträt, das sie in einem passenden caravaggesken Stil ausführten. Der französische Wissenschaftler und Intellektuelle Nicolas-Claude Fabri de Peiresc, der auch ein großer Freund von Rubens war, lernte Finson kennen und war ein Bewunderer seiner Werke. Peiresc war einer der ersten Bewunderer und Verfechter von Caravaggio in Frankreich, nachdem er 1600 im Alter von 20 Jahren Caravaggios Werke in der Contarelli-Kapelle in Rom entdeckt hatte. Er versammelte um sich, was als „caravaggeske Werkstatt Südfrankreichs“ bezeichnet wurde, zu der Künstler wie Louis Finson, Martin Hermann Faber, Trophime Bigot und andere gehörten. Er vermittelte Finson eine Reihe von Aufträgen, unter anderem für Historienbilder und Porträts. In der Folge erlangte Finson einen guten Ruf in der Provence. Er konnte einige der unverkauften Gemälde aus Neapel an französische Mäzene verkaufen. Er malte auch ein Porträt von Nicolas Claude Fabri de Peyresc. Peiresc war ein begeisterter Kunstsammler und verließ sich auf Finsons Kontakte in Italien, um zwei Werke von Caravaggio von der Familie Pasqualini in Rom zu erwerben. Während seines Aufenthalts in Frankreich war Finson zusammen mit seinem Partner Martin Hermann Faber im Besitz von neun Originalwerken von Caravaggio.
Finson arbeitete in verschiedenen Städten Frankreichs, wo er religiöse Werke, Altarbilder und Porträts malte.  Er schuf Werke in Marseille (1613–1616), Aix-en-Provence (1613–1614), Arles (März 1614) und Montpellier (1614). Nachdem er erkrankt war, wurde er im Oktober und November 1614 in Bordeaux aufgehalten. Im Jahr 1615 malte er in Poitiers und dann in Paris.

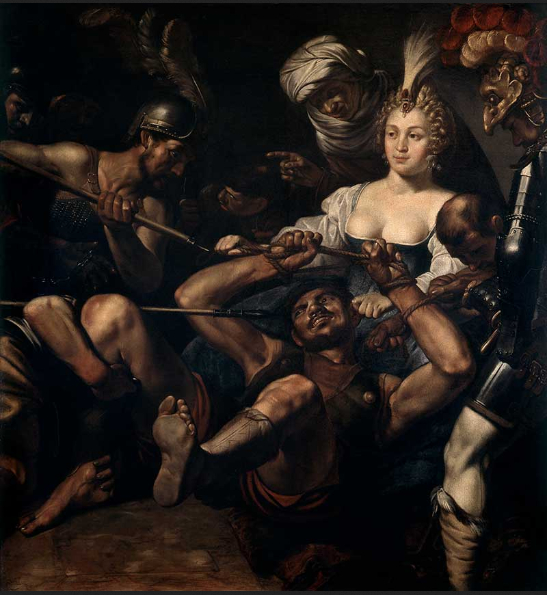
Samson und Delilah

Er verließ Paris am 10. Juli 1615 und kam 1616 oder später in Amsterdam an. Hier schloss er sich wieder mit Abraham Vinck zusammen, der in der Zeit von 1616 bis 1617 sein Vermieter für eine Residenz am Oudezijds Voorburgwal in Amsterdam war. Er wurde wieder krank und machte am 19. September 2017 sein Testament. In dem Testament hinterließ er Vinck seinen Anteil an den beiden Caravaggio-Gemälden, die sie während ihres Aufenthalts in Neapel von Caravaggio erworben hatten. Er starb bald darauf und wurde am 1. Oktober 1617 in der Oude Kerk in Amsterdam beigesetzt. Zu seinem Nachlass gehörte ein drittes Gemälde von Caravaggio, das Martyrium des Heiligen Andreas (Privatsammlung).

## Œuvre
Finson ist vor allem für seine religiösen Kompositionen und Porträts bekannt. Er malte auch ein allegorisches Gemälde der Vier Elemente (Museum of Fine Arts, Houston) und eine allegorische Genreszene mit der Darstellung der Musikalische Gesellschaft (Allegorie der fünf Sinne). Außerdem fertigte er eine Reihe von Kopien nach Werken von Caravaggio an.
Abgesehen von den Kopien nach Caravaggio, die nach 1606 entstanden, sind fast keine Gemälde von Finson vor 1610 bekannt.  Das signierte, aber nicht datierte Venus und Amor mit einem ungleichen Paar (Dorotheum am 13. Oktober 2010 in Wien, Los 352) ist wahrscheinlich in Italien entstanden, nicht lange nach seiner Ankunft in Italien und vor seiner Auseinandersetzung mit dem Naturalismus Caravaggios.  Es zeigt, dass Finson zu dieser Zeit noch von der manieristischen Malschule am Hof von Rudolf II. in Prag mit ihrer Vorliebe für die Auseinandersetzung mit erotischen Motiven sowie vom manieristischen Stil der Antwerpener Maler wie Jacob de Backer beeinflusst war. Ein Heiliger Johannes der Täufer bereitet sich auf sein Martyrium vor in einer Privatsammlung wurde 2019 Finson zugeschrieben und wird auf etwa 1607 datiert.  Es zeigt Finsons Auseinandersetzung mit dem Werk von Caravaggio.  Das Gemälde bietet eine originelle Interpretation des Themas. Der Vordergrund wird vom nackten Torso des Heiligen dominiert, der wenige Augenblicke vor seiner Enthauptung in einer unterwürfigen Pose gezeigt wird. Links sind die Köpfe von Salome und der alten Magd zu sehen, die der alten Magd in Caravaggios Salome mit dem Haupt Johannes des Täufers in der National Gallery in London sehr ähnlich ist. Ein caravaggeskes Gemälde der Martyrium des Heiligen Sebastian (Pfarrkirche von Rougiers, Frankreich) wurde früher auf 1615 datiert, ist aber jetzt auf 1610 datiert worden. Dies würde es in die italienische Periode des Künstlers stellen.
Im Jahr 1610 signierte und datierte er die folgenden Gemälde: die Auferstehung (Kirche Saint-Jean-de-Malte in Aix-en-Provence), David und Bathsheba (Sotheby’s London Verkauf vom 3. Dezember 2008 Los 30) und Adam und Eva (Marburg, Marburger Universitätsmuseum für Kunst und Kulturgeschichte). Der David und Bathseba und der Adam und Eva zeigen die Verschmelzung seiner flämischen Ausbildung mit dem in Neapel unter dem Einfluss von Caravaggio aufkommenden naturalistischen Stil. Das erste Gemälde erinnert an einige stilistische Merkmale der Arbeit von Jacob de Backer, insbesondere in der Zeichnung der nackten Schultern der Dienerin von Bathseba. Im zweiten großformatigen Werk bietet er eine originelle Interpretation der Paradiesgeschichte, die das Paradies als ein üppiges flämisches Stillleben von Früchten zeigt, die Adam und Eva in Glückseligkeit verzehren.  Die beiden Protagonisten sind mit karawaggesken Körperformen und dramatischer Beleuchtung gezeichnet.

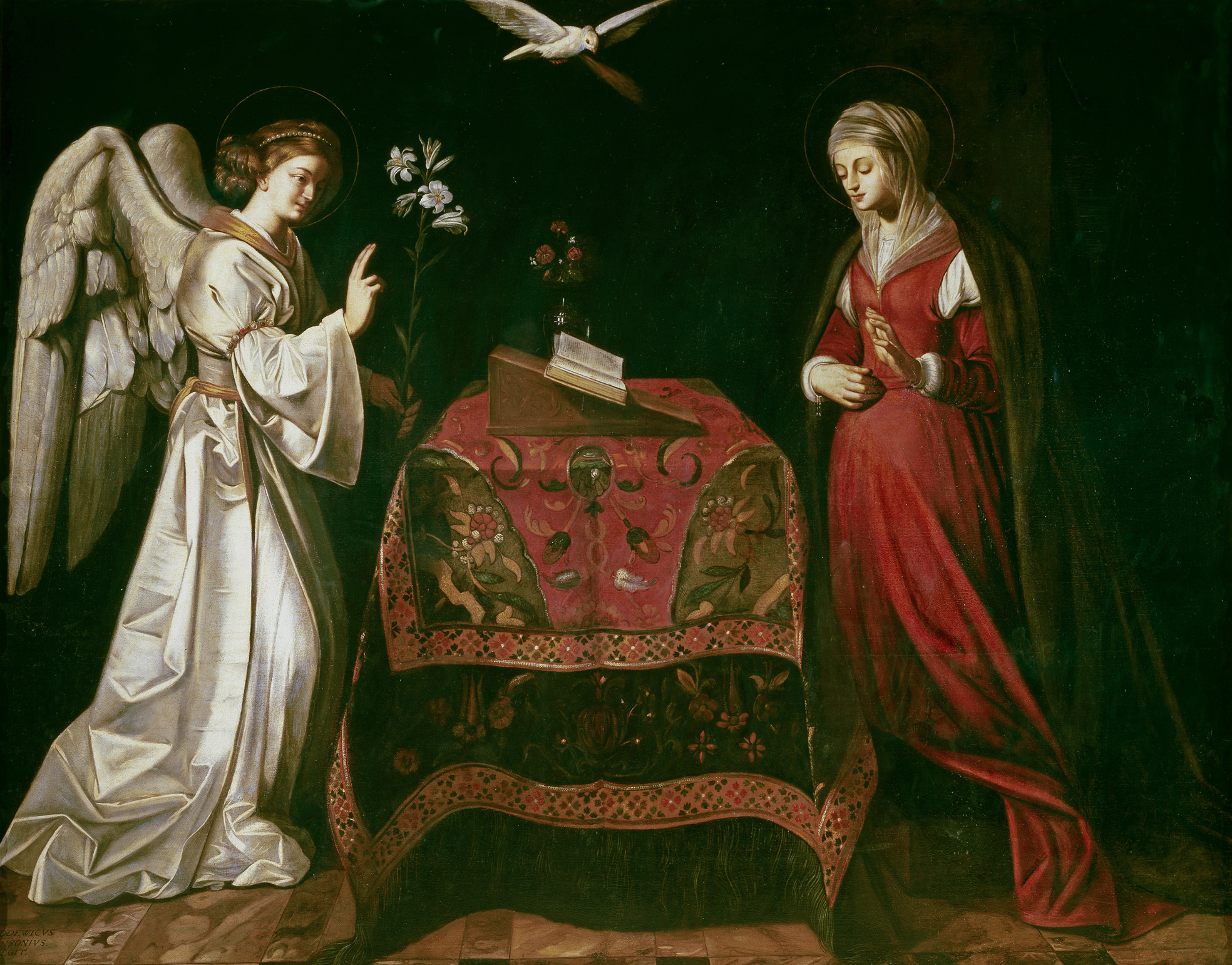
Die Verkündigung

Mit den Vier Elementen, gemalt 1611 in Neapel, schuf Finson eine dramatisch neue Darstellung des klassischen Themas der vier Elemente. Voller Aktion, mit kräftigen Farben und starken Lichteffekten zeigt das Werk den Einfluss Caravaggios. Die vier Elemente werden in Form von vier nackten Menschen, zwei männlichen und zwei weiblichen, dargestellt, die in einen heftigen Kampf verwickelt sind. Oben rechts hat das Feuer in Form eines jungen Mannes seine Arme ausgestreckt, um die Luft, dargestellt durch die junge Frau oben links, zu kontrollieren und das Wasser, dargestellt durch einen alten Mann unten links, zurückzuhalten.  Erde ist im unteren rechten Teil des Gemäldes als eine alte Dame dargestellt, die auf dem Rücken liegt und von brauner Erde umgeben ist.

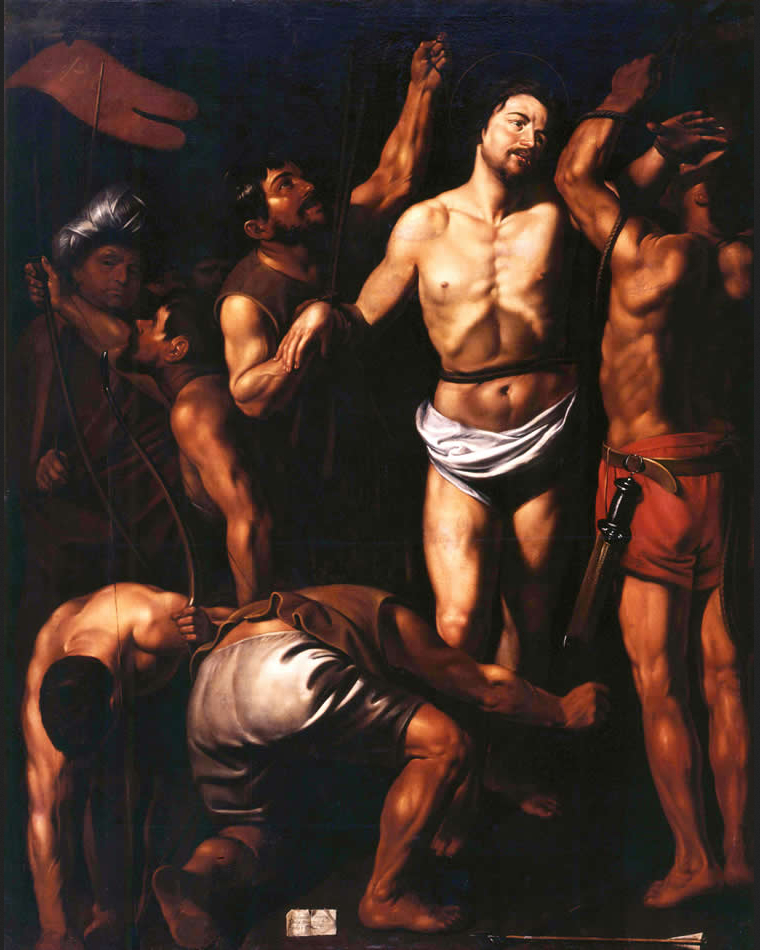
Das Martyrium des Heiligen Sebastian

Unter dem Einfluss von Caravaggio schuf Finson weitere kraftvolle Werke wie das Martyrium des heiligen Sebastian (Dorotheum Wien Auktion vom 24. April 2018 Los 91).  In diesem Werk zitiert er von Caravaggios Bekehrung des Heiligen Paulus in der Cerasi-Kapelle in der Verwendung von starker Verkürzung. In seinem Selbstporträt, das ein Pendant zum Selbstporträt von Martin Hermann Faber (um 1613, beide im Musée des beaux-arts de Marseille) ist, zeigen die Künstler ein großes Selbstbewusstsein. Die Porträts, die die muskulösen, halbnackten Oberkörper der Künstler zeigen, haben einen gewissen grotesken Beigeschmack und erinnern an die spöttischen Selbstporträts von Caravaggio wie den Junger kranker Bacchus (um 1593, Galleria Borghese, Rom). Sie stellen eine radikale Transformation der Gattung des Künstlerselbstporträts dar.
Die meisten der Altarbilder, die Finson während seines Aufenthalts in Frankreich anfertigte, sind signiert und tragen unten links ein mit Trompe-l'oeil bemaltes Papierschild, auf dem Finsons Signatur angebracht ist. In diesen Werken verwendet er caravaggeske Elemente innerhalb flämischer, etwas antiquierter kompositorischer Lösungen. Er zitiert häufig Caravaggio innerhalb komplexer architektonischer Settings, mit Figuren, die immer ein wenig starr sind, angeordnet in Haltungen, die ihre Muskulatur, das Beugen der Gliedmaßen und das Kreuzen der Hände betonen.
Er schuf auch Altarbilder, die mehr der flämischen und holländischen Kunst des 16. Jahrhunderts verpflichtet sind, wie die Auferstehung des Lazarus (1613, Chatêau-Gombert-Kirche, Marseille), das Massaker der Unschuldigen (1615, Kirche Sainte-Begge, Andenne), das Martyrium des Heiligen Stephan, (1614, Kirche St. Trophime, Arles), die Anbetung der Könige (1614, Kirche St. Trophime, Arles) und die Circumcision (Originalkopie in der alten Kapelle des Jesuitenkollegs in Poitiers, unsignierte Kopie von Finson in der Saint-Nicolas-des-Champs, Paris). Während des letzten Teils seines Aufenthalts in Frankreich malte Finson einige Altarbilder, die weniger überzeugend waren als seine früheren Arbeiten. Es ist möglich, dass er während seiner letzten Jahre in Amsterdam Gemälde wie das Musikalische Gesellschaft (Allegorie der fünf Sinne) (Herzog Anton Ulrich Museum), das ein zu dieser Zeit in den nördlichen Niederlanden beliebtes Thema behandelt.  Finson behandelt das Thema durch seine zarten Farbwechsel eher als echtes Genrebild denn als Personifikation der Sinne.

## Die Judith von Toulouse: ein Caravaggio oder Finsons teuerstes Meisterwerk?

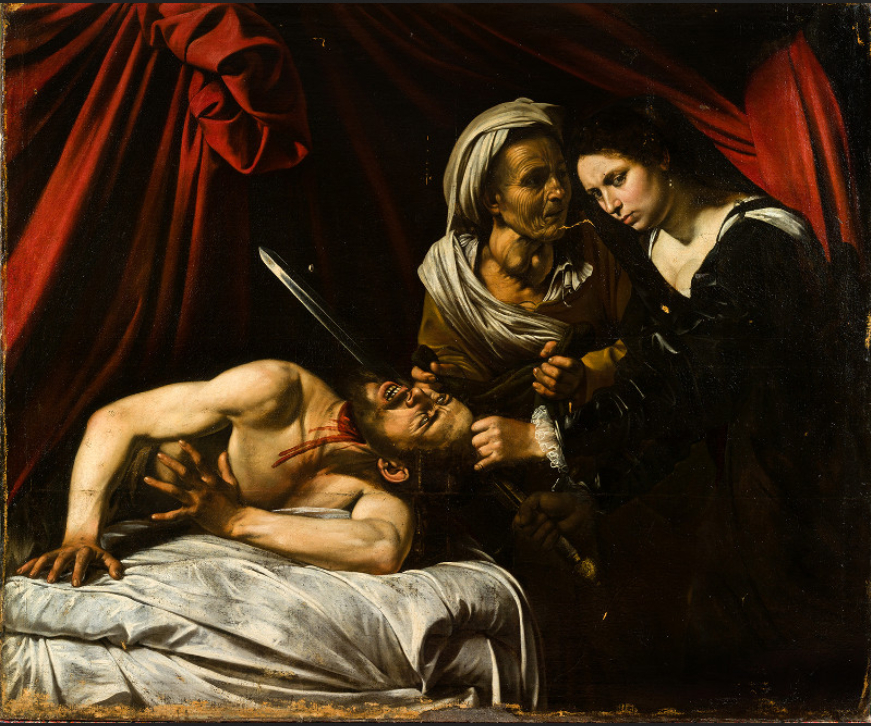
Judith enthauptet Holofernes (Toulouse)

Als Caravaggio am 14. Juni 1607 Neapel verließ, hinterließ er zwei Gemälde – die Rosenkranzmadonna und Judith enthauptet Holofernes – in dem Atelier in Neapel, das Louis Finson und sein Partner, der flämische Maler Abraham Vinck, gemeinsam nutzten. Vinck nahm die beiden Gemälde wahrscheinlich mit, als er um 1609 nach Amsterdam zog.  Später zog auch Finson nach Amsterdam. Die beiden Gemälde werden erneut erwähnt, diesmal in dem Testament vom 19. September 1617, das Finson in Amsterdam, wo er starb, verfasste.  In seinem Testament vermachte Finson Vinck seinen gesamten Anteil an den beiden Caravaggio-Gemälden, die er und Vinck seit Neapel gemeinsam besaßen. Finson starb nicht lange nach der Testamentseröffnung und die Gemälde gingen in den Besitz von Vinck über.
Vinck wiederum starb 1619 in Amsterdam und hinterließ laut Testament seinen gesamten Besitz seiner Witwe. Seine Frau starb zwei Jahre später und ein großer Teil des Nachlasses, darunter auch eine Reihe von Gemälden, wurde auf Auktionen in Amsterdam verkauft.  Die Caravaggios waren nicht unter den Gemälden, die bei den Auktionen verkauft wurden. Die Erben verkauften die Rosenkranzmadonna nach 1619 für 1800 Gulden an ein Komitee flämischer Maler und 'Amateure' unter der Leitung von Peter Paul Rubens für die St. Paulskirche der Dominikaner in Antwerpen. Das Gemälde kam um 1623 in Antwerpen an und erhielt einen Ehrenplatz auf dem Hauptaltar der Kirche. 1786 beanspruchte Kaiser Joseph II. von Österreich, nachdem er die Schließung aller „nutzlosen“ Klosterorden in den südlichen Niederlanden angeordnet hatte, das Gemälde von Caravaggio für seine Kunstsammlung. Es ist heute im Kunsthistorischen Museum in Wien zu bewundern. Caravaggios Werk, das eine fromme Gabe der führenden Antwerpener Künstler und Ausdruck ihrer tiefen religiösen Verehrung war, wurde so zum Gegenstand von Plünderungen durch die österreichischen Herrscher.
Über den zweiten Caravaggio mit der Darstellung Judith enthauptet Holofernes, der sich im gemeinsamen Besitz von Vinck und Finson befand, gibt es seit seiner Erwähnung im Testament von Finson aus dem Jahr 1617 keine gesicherten Nachrichten. Es ist bekannt, dass der Schwiegersohn von Vinck, der der Nachlassverwalter war, versuchte, die teureren Gemälde im Nachlass außerhalb der Auktionen zu verkaufen. Es ist überliefert, dass er einen mit 600 Gulden taxierten Caravaggio an einen Käufer in Rom schickte, aber es ist nicht vermerkt, was das Thema des Werkes war. Ein Gemälde von Judith enthauptet Holofernes, das 2014 auf einem Dachboden in Toulouse entdeckt worden sein soll, wird von einigen Gelehrten und Experten als der verlorene Caravaggio angesehen. Es ähnelt einem Gemälde von geringerer Qualität in der Sammlung der Bank Intesa Sanpaolo in Neapel, das traditionell als eine Kopie nach einem verlorenen Originalwerk Caravaggios von Finson angesehen wird. Andere Gelehrte sehen in der Toulouser Judith eher eine originale Schöpfung Finsons als eine Kopie nach einem verlorenen Caravaggio. Die Toulouser Judith wurde sogar als Finsons Meisterwerk bezeichnet.  Das Werk in der Sammlung der Bank Intesa Sanpaolo wird von dieser als eine Kopie von Finson oder möglicherweise von seinem Freund und Schüler Faber nach Finsons Originalschöpfung angesehen. Die Toulouse Judith sollte im Juni 2019 versteigert werden, wurde aber vom Hedgefonds-Manager J. Tomilson Hill im Rahmen eines Privatverkaufs zu einem ungenannten Betrag kurz vor der geplanten Auktion erworben.

## Galerie

Gemälde von Louis Finson
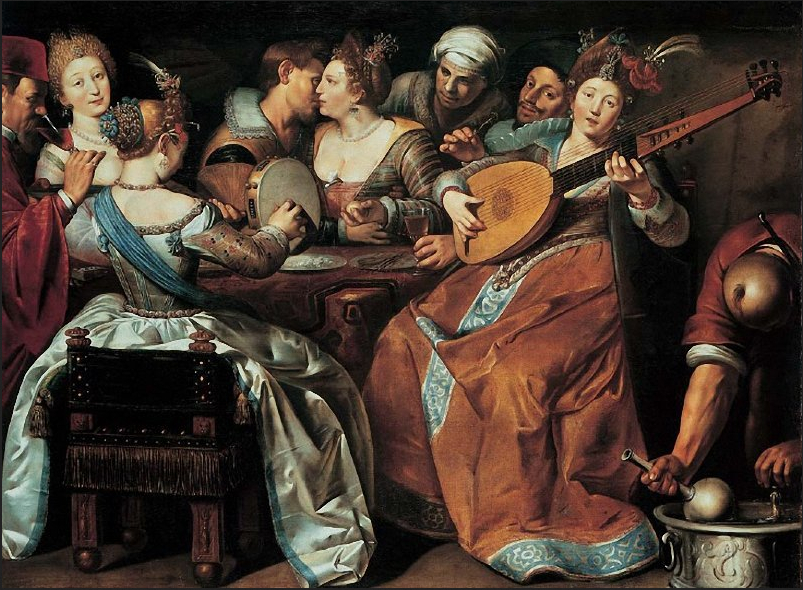
Musikalische Gesellschaft (Allegorie der fünf Sinne)
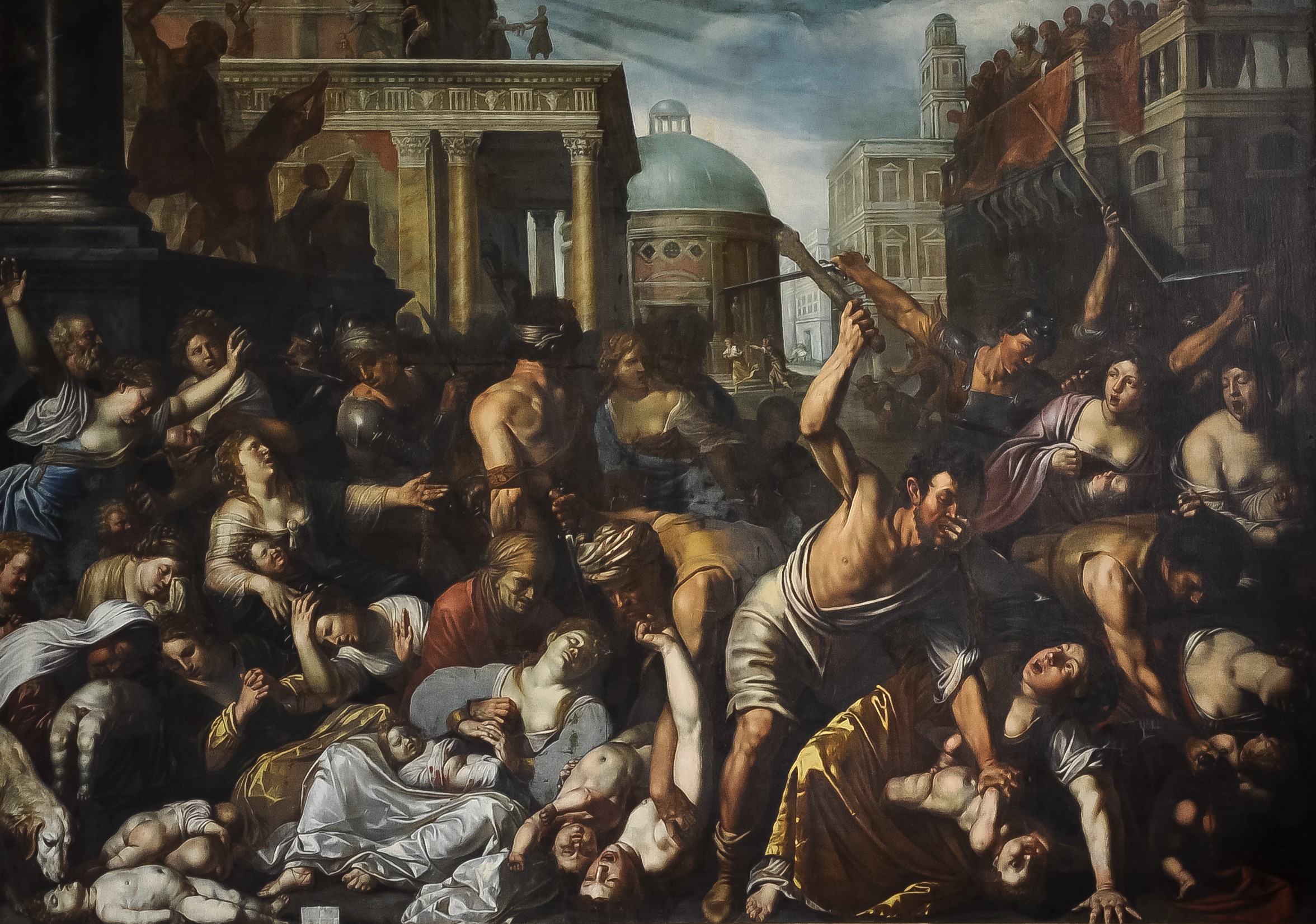
Massaker der Unschuldigen
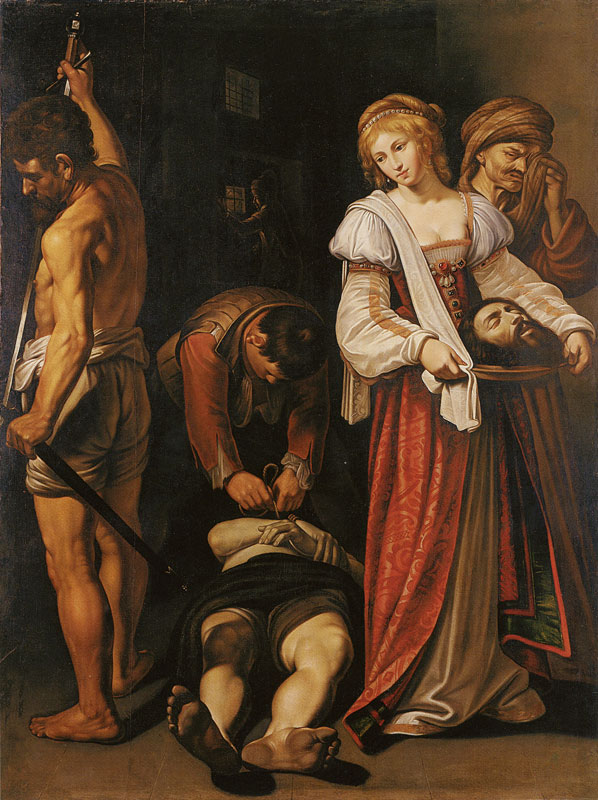
Die Enthauptung des Heiligen Johannes des Täufers
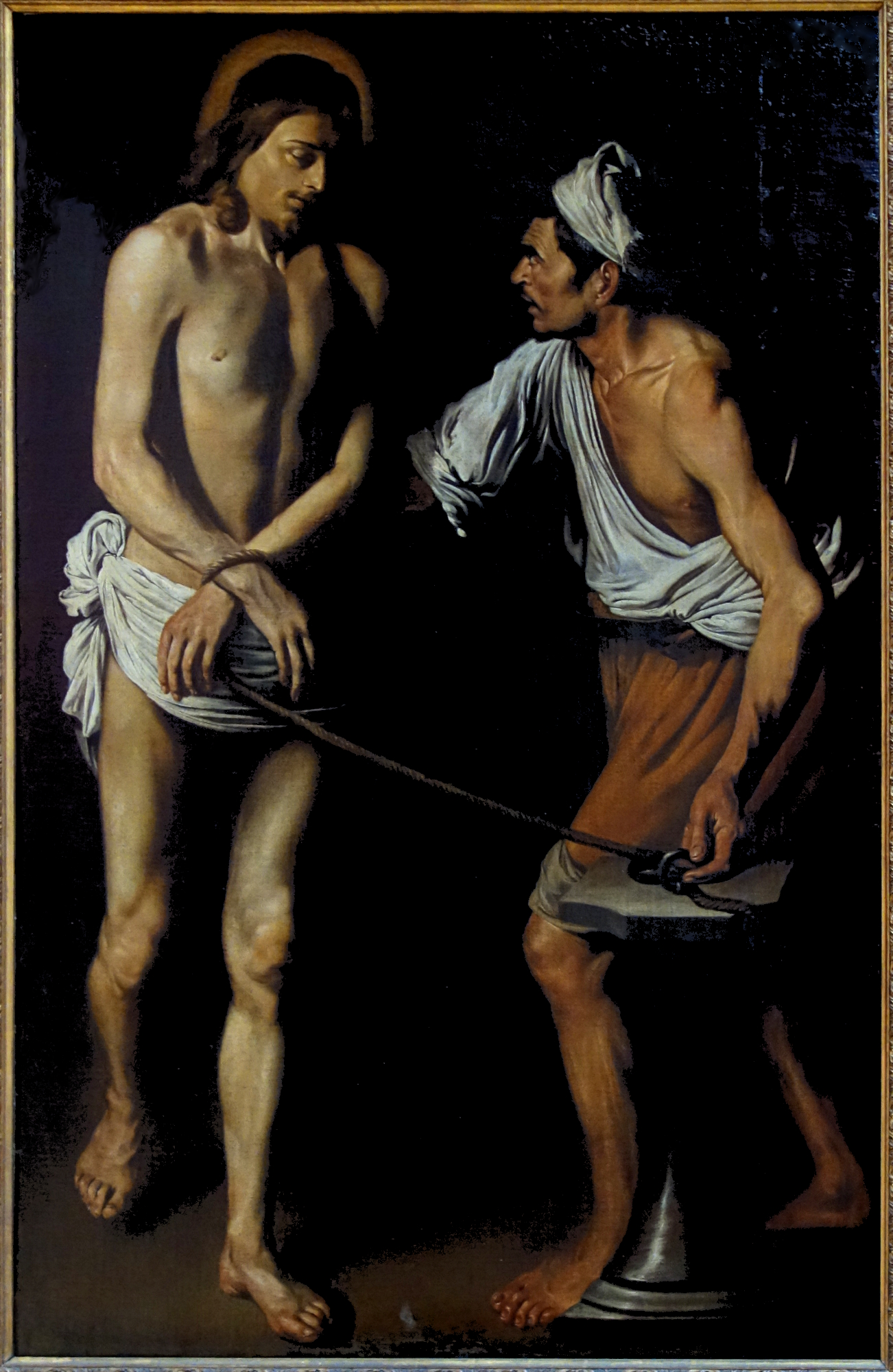
Geißelung Christi